# Otto Geßner
Otto Geßner (* 23. August 1895 in Elberfeld; † 30. Mai 1968 in Freiburg im Breisgau) war ein deutscher Arzt, Pharmakologe und Hochschullehrer.

## Leben und Wirken
Geßner war der Sohn eines Zeichenlehrers. Er bestand 1913 das Abitur in Elberfeld und studierte anschließend Mathematik sowie Naturwissenschaften in Münster, danach Medizin in Marburg und Straßburg. Während seines Studiums wurde er Mitglied der Landsmannschaft Nibelungia Marburg. Als Hilfsarzt war er während des Ersten Weltkrieges von 1915 bis 1918 an der Westfront stationiert und wurde dort mit dem Eisernen Kreuz II. Klasse ausgezeichnet. 1919 setzte er sein Studium in Marburg fort, schloss es 1920 ab und wurde im selben Jahr zum Dr. med. promoviert. Von 1920 bis 1923 praktizierte er als niedergelassener Arzt im Lippischen. Von 1923 bis 1935 war er wissenschaftlicher Assistent in Marburg und habilitierte sich dort 1926 mit einer Arbeit über Amphibiengifte. 1926/27 vertrat er den Lehrstuhl für Pharmakologie in Gießen. 1932 wurde er zum nichtbeamteten außerordentlichen Professor ernannt. 
1919 bis zu dessen Auflösung durch die Regierung 1922 war er Mitglied im Deutschvölkischen Schutz- und Trutzbund. Nach der Machtergreifung durch die Nationalsozialisten trat er zum 1. Mai 1933 der NSDAP bei (Mitgliedsnummer 2.828.327). Als Sachbearbeiter für Rassefragen im Stab der SA Brigade 38 Halle war er SA-Mitglied von 1934 bis 1943. Außerdem war er Mitglied in folgenden NS-Organisationen: NSFK, NSDDB (Arbeitsgemeinschaftsleiter), NSDÄB, NSV, Arbeitsdank und Reichsluftschutzbund.
Im November 1935 wurde Geßner nach Halle versetzt, wo er in Vertretung des zwangsweise in den Ruhestand versetzten Martin Kochmann als Direktor des Pharmakologischen Instituts amtierte. 1936 wurde er zum Ordinarius und Leiter des Institutes ernannt. Von Dezember 1936 bis Februar 1938 war er Dekan der Medizinischen Fakultät. Seit 1940 hielt er den Unterricht über Kampfstoffe ab. 1940 wurde Otto Geßner zum Mitglied der Leopoldina gewählt.
Im Mai 1945 wurde Geßner durch amerikanisches Militär verhaftet und von der Universität Halle entlassen. Im Juni 1945 organisierten amerikanische Besatzungsoffiziere den sogenannten „Abderhaldentransport“, mit dem Forscher, die Wehrmachts- und Rüstungsaufgaben bearbeitet hatten, unter Mitnahme von Unterlagen und Arbeitsmaterialien in die amerikanische Besatzungszone deportiert wurden. Betroffen waren die Universität Halle, die Flugzeugwerke Dessau und chemische Betriebe in Bitterfeld, Bernburg und Leuna. Der Transport verließ Halle am Nachmittag des 24. Juni 1945 und umfasste etwa 730 Personen, davon 93 aus Instituten der Universität Halle, darunter Professor Otto Geßner vom Pharmakologischen Institut.
Über Geßners Tätigkeit in der Nachkriegszeit ist nichts bekannt, er lebte nach Kriegsende in Bielefeld und Marburg. Formell wurde er 1959 von der Universität Freiburg im Breisgau emeritiert.

## Veröffentlichungen (Auswahl)
- Beitrag zur Verbreitung, Statistik und Casuistik der Echinococcenkrankheit. Diss. med. Marburg 1920
- Die Gift- und Arzneipflanzen von Mitteleuropa. Mit besonderer Berücksichtigung ihrer Wirkungen. Karl Winter, Heidelberg 1931. 2., völlig neu bearbeitete Auflage ebenda 1953. 3. Auflage, hrsg. und neu bearbeitet von Gerhard Orzechowski, ebenda 1974.
- Thierische Gifte. In: W. Heubner und J. Schüller (Herausgeber). Handbuch der experimentellen Pharmakologie. Ergänzungswerk, Band 6. Springer, Berlin-Heidelberg 1938, S. 1–83 (Teil-Digitalisat 17. November 2017)